# Citrus indica
Espèce
Citrus indica est une espèce sauvage d'agrume du nord-est de l'Inde, de la région de Tura, Monts de Garo, État du Meghalaya. A.-G. Haudricourt et L. Hédin le nomment mandarinier sauvage (1987). Il existe une grande biodiversité de ce probable progéniteur primitif des agrumes dans son habitat naturel restreint, écosystème décrit comme lié à une altitude spécifique. La menace d'extinction sous la pression de l'urbanisation a amené la création du premier sanctuaire indien de gènes d'agrumes à Garo Hills (1981), N. Vairam (2015) note que la conservation de C. indica relève des urgences..

## Dénomination

### Sources de confusion
En français Citrus indica a désigné pendant les années 1930 le cédratier (C. medica), notamment en Indochine, y compris dans les textes réglementaires officiels: C. indica entre parenthèses cédrat (BRDC. 1933). Pourtant, en 1933, la Revue de botanique appliquée et d'agriculture coloniale, publie l'étude de Tanaka qui décrit les agrumes indiens avec Citrus indica Tanaka de la section Achumen, second sous genre Metacitrus Tanaka de C. aurantium Linn. (Oranger amer) qui «apparaît sur les collines de l'Himalaya, de Garwharl à Manipur».
C. indica avec l'abréviation C. peut sous entendre Citrus indica, et aussi Canna indica, le Canna ou encore Cannabis sativa subsp. indica également C. indica Lamk, le Chanvre indien.

### Taxonomie
Dans sa description de l'espèce (1937) Tanaka rapporte l'existence de divers variant, dans le district de Naogaon, à Kashi Hills et à Manipur dans l'Assam. Singh (1981) localise C. indica dans les Naga Hills (Nagaland) et les Garo Hills (Meghalaya). En 2006, S.K. Malik et al. décrivent un hybride naturel sauvage de C. indica et C. limon collecté dans les collines du sud de Garo. Elangbam Julia Devi et al. (2022) signalent un variant morphologiquement ressemblant dans la forêt de Dailong du district de Tamenglong, Manipur tout aussi menacé que celui de la réserve de Nokrek des Mont de Garo au Meghalaya.
Citrus indica Tanaka, Citrus indica Yu. Tanaka, sont synonymes. C. indica Tanaka est parfois daté T 1954 , T 1937 est préférable.

En anglais, la plante est nommée Indian wild orange, l'exemplaire de la collection de Riverside est décrit comme un hybride de semis («il ne s'agit pas de C. indica»). En espagnol Naranja Salvaje de India, orange sauvage indienne, en arabe ليمون هندي (lymun hindiun) lime indienne, le nom local assamais est মেমং নাৰাঙ (Memang Narang) orange (narang) des esprits Menang, en langue Garo Memang signifie fantôme et Narang orange (le peuple Garo utilise cet agrume), le nom local de Garuan-thai, fruit thaï garuan est signalé.

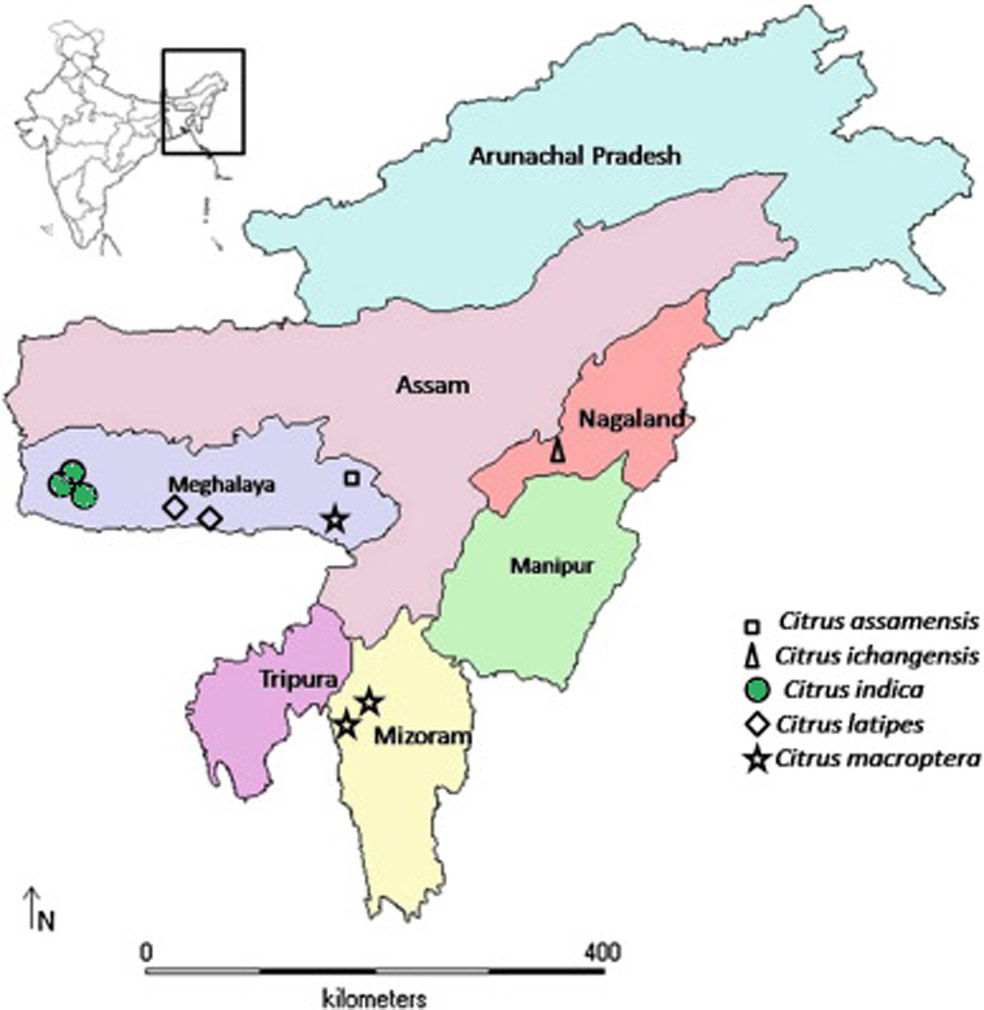
Les points verts à l'ouest du Meghalaya sont les sites de collecte de Citrus indica

## Phylogénie
C. indica figure pour la première fois dans l'arbre phylogénique de E. Nicolosi et al. (2000) C. celebica et C. indica n'entre pas dans le division Citrus et Papeda de Swingle. La méthode sequence-characterized amplified regions (SCARs) donne un groupe primitif qui comprend par ordre décroissant de proximité Fortunella (proche), C. hystrix le combava, C. micrantha, C. macroptera le macroptète et C. latipes. Les auteurs valident aussi l'idée de Tanaka qui éloigne C. medica and C. indica des autres taxons d'agrumes, sous-genres distincts très éloignées des autres Citrus.

En 2006, S.K. Malik et al. le décrivent avec Citrus macroptera. Ces deux espèces «dont l'érosion génétique est importante» écrivent-ils exigent des mesures spéciales de conservation aux côtés des espèces indiennes principalement collectées en 2001: C. latipes, C. assamensis, C. ichangensis, C. megaloxycarpa et C. rugulosa. En 2010, S.K. Malik et M.A. Laskar rapprochent les génomes d'échantillons de 3 C. indica de Meghalaya de C. reticulata la mandarine, C. sinensis l'orange, C. aurantifolia la bigarade en un groupe homogène (67%) et montrent une forte proximité de  C. macroptera et de C. maxima le pamplemoussier provenant du même lieu. L'analyse en composantes principales donne C. aurantifolia la bigarade comme espèce la plus proche.

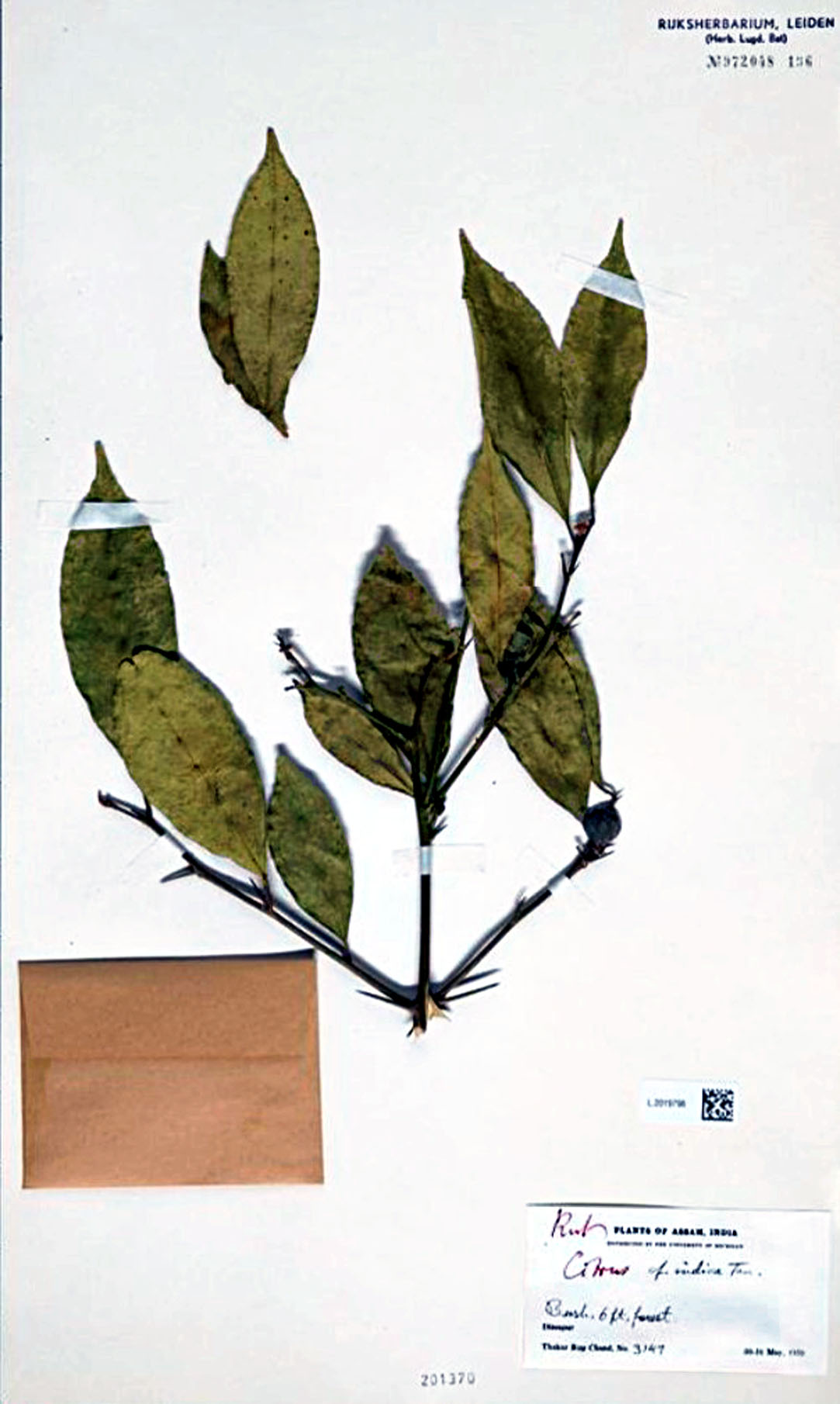
Citrus indica Tanaka. Spécimen collecté en Assam - collection Naturalis Biodiversity Center. Présence d'épines courtes, feuilles unifoliées.

L'examen de leurs chromosomes amène M. Hynniewta et al. (2011), qui constatent chez Citrus indica une valeur intermédiaire d'indice d'asymétrie, à le considérer comme relativement primitif («position particulière dans le genre»), selon eux il peut être une des espèces progénitrices des Citrus cultivés. La publication de E. Julia Devi (2021) ne permet pas de dresser un arbre phylogénique des variétés sauvages.

## Morphologie
L'arbuste mesure jusqu'à 3 m de haut, les rameaux sont étalés avec des épines courtes, jusqu'à 1 cm de long. Les feuilles unifoliées ont un pétiole de 1,5 à 2 cm de long, légèrement ailés, articulés à l'apex et le limbe va de 6,5 à 11 cm de long sur 2,5 à 5 cm de large.
Les fleurs solitaires, rarement par paires, axillaires sont blanc verdâtre avec 5 pétales oblongs de 1 à 1,8 cm de long, 22 à 25 étamines.
Le fruit est petit (15 à 20 g) 4 à 5 cm de diamètre, avec un péricarpe fin, coriace, adhérent, orange foncé à rouge à maturité, péricarpe, légèrement adhérent, l'endocarpe est divisé en 8 à 11 segments à pulpes juteuses blanc jaunâtre, au jus très aigre. On compte 5 à 7 graines par fruit. (photo dans Population structure and conservation of endangered Citrus indica Yu.Tanaka (Rutaceae) in Behali Reserve Forest of Assam, India).

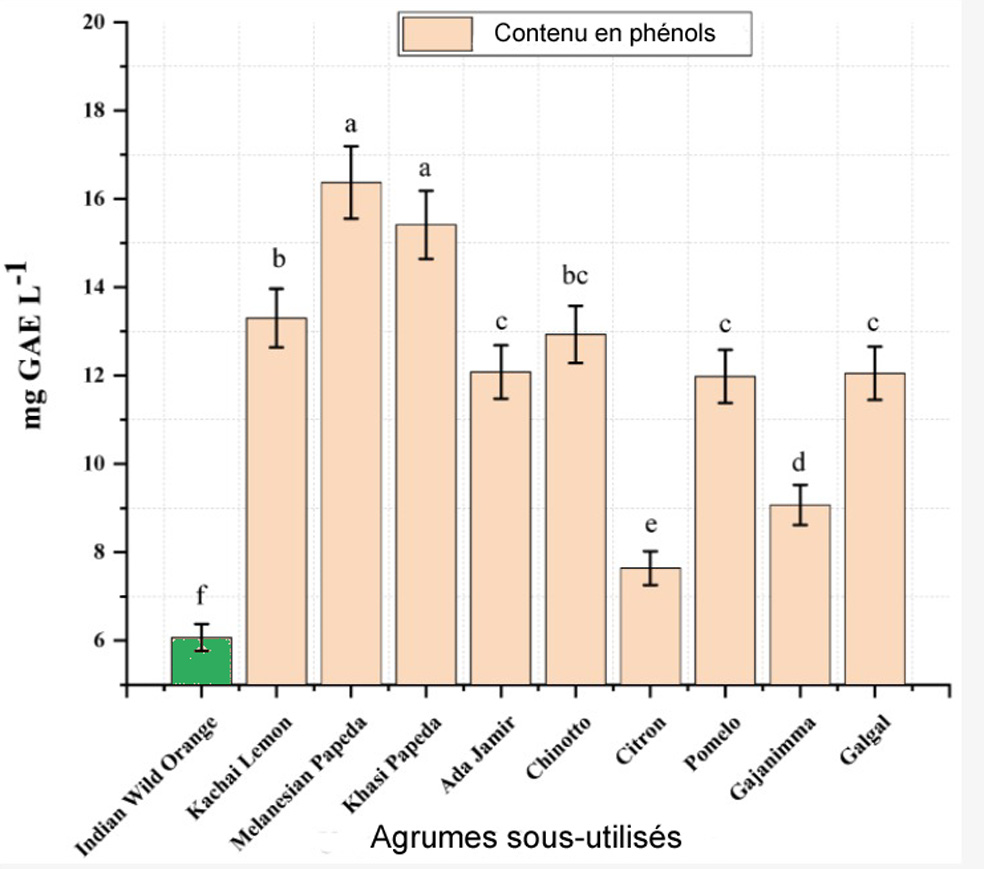
Parmi les agrumes peu exploités, le chinotto a le plus fort pouvoir antioxydant le C. indica (en vert) le plus faible (2022).

## Spécificité
- C. indica est signalé par une publication indienne (2004) résistant à la maladie du dragon jaune[28].
- M. Sawamura (2011) écrit que l'huile essentielle de C. indica est celle qui, parmi les agrumes, contient le moins de limonène[29].
- En ethno médecine le fruit est utilisé contre les calculs rénaux, les problèmes d'estomac et les maladies virales[30].
- La floraison a lieu de septembre à janvier (ce qui limite la pollinisation par d'autres espèces)[30].
- Parmi les variétés peu utilisée d'agrumes indiens, le Chinotto a l'activité antioxydante la plus élevée, alors que l'activité la plus faible est celle de C. indica[27].

## Huile essentielle
Une publication indienne (2024) donne une teneur en huile essentielle calculée sur la base du poids frais de 0,32 %. Le limonène est le composé le plus présent (63,03 %) suivi du γ-terpinène (14,72 %), le myrcène (5,34 %). Les auteurs mentionnent une activité anti-inflammatoire élevée par rapport à 4 autres agrumes sauvages.